# Моссауталь
Моссауталь (нем. Mossautal) — община в Германии, в земле Гессен. Подчиняется административному округу Дармштадт. Входит в состав района Оденвальд. Население составляет 2547 человек (на 31 декабря 2010 года). Занимает площадь 48,5 км².
Община подразделяется на 5 сельских округов.